# Enicospilus repentinus
Enicospilus repentinus là một loài tò vò trong họ Ichneumonidae.